# Az Oxfordi Egyetem címere

Az Oxfordi Egyetem címere.

Az Oxfordi Egyetem címere egy nyitott könyvet ábrázol, melyben három arany korona körül a 'Dominus illuminatio mea' felirat olvasható.
A címer leírása a következő:
Azúr alapon nyitott, teljes alakos könyv, mely vörös díszített bőrrel van bevonva, s melynek jobb oldalán hét pecsét van, belsejében pedig a DOMINVS ILLVMINATIO MEA szavak olvashatóak; mindez három, alulnézetből látható korona között, melyek közül kettő fenn, egy pedig lent helyezkedik el.
A címer nagyjából 1140 óta létezik, ez alatt kinézete több alkalommal megváltozott. Például mind a pecsétek száma, mind a szöveg módosult már. A címer mai változata, ahol már nincsenek csontok, s helyettük egy harisnyakötő szegélyezi a címert, amin a 'UNIVERSITY OF OXFORD' felirat látható, 1993-ban készült el, és jelenleg bejegyzett védjegy.

## Fordítás
Ez a szócikk részben vagy egészben  az   Arms of the University of Oxford című angol Wikipédia-szócikk ezen változatának fordításán alapul.  Az eredeti cikk szerkesztőit annak laptörténete sorolja fel. Ez a jelzés csupán a megfogalmazás eredetét és a szerzői jogokat jelzi, nem szolgál a cikkben szereplő információk forrásmegjelöléseként.

## Külső hivatkozások
- University Archives cikkek a címerről[halott link]
- Alternatív leírások